# Вада, Валентин
Валентин Вада (исп. Valentin Vada; род. 6 марта 1996[…], Санта-Фе) — аргентинский футболист, полузащитник.

## Клубная карьера
В 2010 году селекционеры «Бордо» отобрали Вада, выступавшего за местную академию «Проекто Кречер», которая находится под патронажем у «Бордо». С 2014 года игрок стал привлекаться к тренировкам с основным составом.
10 декабря 2015 года дебютировал в составе «Бордо» в матче Лиги Европы 2015/16 против «Рубина». 13 декабря дебютировал в Лиге 1 в поединке против «Анже», выйдя на замену на 79-й минуте вместо Николя Морис-Беле. Всего в сезоне 2015/16 сыграл 16 матчей, став одним из основных игроков команды.
В январе 2019 года на правах аренды перешёл в «Сент-Этьен». 10 февраля в матче против «Ренна» дебютировал за клуб во французской Лиги 1. 16 марта в поединке против «Кан» Вада забил дебютный гол в составе «зелёных». По окончании аренды вернулся в расположение «Бордо».
23 августа 2019 года Вада стал игроком клуба второго испанского дивизиона «Альмерия». 7 сентября в матче против «Малаги» дебютировал в испанской Сегунде. 14 сентября во встрече против «Лас-Пальмаса» забил дебютный гол в составе нового клуба. В октябре 2020 года потерял место в стартовом составе «красно-белых» и был арендован клубом «Тенерифе» до конца сезона. 10 октября в матче против «Райо Вальекано» он дебютировал в составе «Тенерифе». 28 марта 2021 года в поединке против «Лас-Пальмаса» забил дебютный гол за тенерифский клуб.
В августе 2021 года Вада подписал контракт с клубом «Реал Сарагоса» и заключил соглашение на два года. 5 сентября в матче против «Алькорона» дебютировал за новый клуб и отметился дебютным голом.
14 сентября 2023 года казанский «Рубин» объявил о трансфере Вада на правах свободного агента. 17 сентября в матче против петербургского «Зенита» он дебютировал за казанский клуб. 25 сентября в матче против «Факела» аргентинец забил первый и победный гол в составе команды. 1 июля 2025 года покинул клуб в связи с окончанием срока контракта.